# Aenigmatias gotoi
Aenigmatias gotoi är en tvåvingeart som beskrevs av Ronald Henry Lambert Disney 2002. Aenigmatias gotoi ingår i släktet Aenigmatias och familjen puckelflugor. Inga underarter finns listade i Catalogue of Life.